# Leptotila rufaxilla
La paloma montaraz frentiblanca, paloma montaraz frente blanca, paloma montaraz rojiza, tórtola frentiblanca, paloma pipa,  yerutí colorada, yerutí rojiza y yerutí frente blanca  (Leptotila rufaxilla)  es una especie de ave columbiforme perteneciente a la familia Columbidae.

## Distribución y hábitat
Se encuentra en Sudamérica desde Colombia, Venezuela y las Guayanas hasta el norte de Paraguay, Argentina y Uruguay.

## Descripción
Se alimenta de semillas y pequeños frutos, recogidos en el suelo, y de invertebrados .
El nido está formado por ramas, y está construido en un arbusto o un tronco de árbol, donde la hembra pone generalmente dos huevos de color blanco.